# Nerilie Abram
Nerilie Abram (nascuda al juny de 1977) és professora associada al ANU Research School of Earth Sciences, Universitat Nacional Australiana,
Canberra, Austràlia. Les seves àrees d'experiència són en canvi climàtic i paleoclimatologia, incloent el clima de l'Antàrtida, el dipol de l'oceà Índic, i els impactes sobre el clima d'Austràlia.

## Educació
Abram va créixer a Wangi Wangi a l'estat de Nova Gal·les del Sud a Austràlia. Va completar la seva educació secundària a l'escola secundària de Toronto.
Va licenciar-se en Ciències a la Universitat de Sydney l'any 2000. Aquest grau va incloure un projecte d'honors en el qual va estudiar la història climàtica de les Illes Ryukyu al Japó. Es va graduar dels seus estudis de pregrau amb la Medalla Universitària.
Va començar el seu doctorat a l'Escola d'Investigació de Ciències de la Terra a la Universitat Nacional Australiana el 2004 amb la beca John Conrad Jaeger. Els seus estudis de postgrau li van valer la beca Mervyn i Kaitalin Paterson, i el Premi Robert Hill Memorial a l'excel·lència en la recerca científica, la comunicació i la divulgació.

## Investigacions
Abram ha investigat els sistemes climàtics antàrtics i tropicals. Analitza coralls del gènere porites, mostres de dipòsits minerals de coves i testimonis de gel per reconstruir els canvis climàtics històrics i proporcionar una prospectiva a llarg termini de l'estat actual i dels canvis futurs. Ha publicat articles a les revistes científiques Science, Nature, Nature Geoscience, i Nature Climate Change.
Entre 2004 i 2011 Abram va estudiar nuclis de gel amb el British Antarctic Survey. Formava part de l'equip que va perforar el nucli de gel de l'Illa James Ross el 2008. En aquest projecte, Abram va descobrir que la Península Antàrtica s'està escalfant molt ràpidament, l'estiu el gel hi fon deu vegades més ràpidament que abans.
Va formar part de l'equip que va fer l'anàlisi química del projecte NEEM del gel al nord de Grenlàndia el 2010, que pretenia recuperar el gel del període interglacial de l'Eemià per veure com podria ser la Terra sota els efectes de l'escalfament global. A l'estiu de 2013/14 Abram també va particiapr amb l'equip internacional que va perforar el nucli de gel de la conca Aurora a l'Antàrtida Oriental.
Al 2014 va demostrar que el canvi cap al sud dels vents de l'oest causat per les emissions de gasos amb efecte d'hivernacle ha mogut aquests vents a la seva posició més cap al sud si més els últims mil anys, el que ha reduït considerablement les precipitacions al sud d'Austràlia.

## Comunicadora de la ciència
Abram és una divulgadora científica, i el seu treball ha estat cobert per molts mitjans de comunicació internacionals. També ha estat entrevistada per a documentals com la sèrie de la BBC Men of Rock, presentada per Iain Stewart, i per l'exposició del Museu d'Història Natural de Londres de l'expedició final de Robert Falcon Scott.
Al 2013, va escriure un assaig sobre la fosa dels gels antàrtics i l'augment del nivell al llibre The Curious Country, sobre la importància de la ciència australiana. Posteriorment, aquest treball va ser publicat de nou a l'antologia de Best Australian Science Writing 2014 («Els millors escrits científics del 2014»).
Abram és mare de tres fills i té un gran interès en encoratjar altres dones en carreres científiques. El seu treball com a científica antàrtica i mare va ser el tema d'un article de perfil per «I don't know how she does it» al Times Magazine de Londres.

## Premis i reconeixements
Al 2011, Abram va regressar a Austràlia en rebre una beca del Consell Australià d'Investigació. L'any 2014, va rebre una segona beca per continuar l'estudi dels efectes del canvi climàtic tropical i antàrtic en els patrons de precipitacions d'Austràlia. Va rebre el 2015 el premi Dorothy Hill de l'Acadèmia Australiana de Ciències, que reconeix l'excel·lència a la investigació de les ciències de la Terra per part d'una dona menor de 40 anys.
Abram és co-editora en cap de la revista d'accés obert Climate of the Past des de 2010, revista associada a la Unió de Geociències Europea.